# Пушкин (роман Тынянова)
«Пушкин» — третий и последний роман Юрия Тынянова, оставшийся неоконченным. В биографическом повествовании об Александре Сергеевиче Пушкине автор подвёл итог собственным научным и беллетристическим подступам к пушкинской эпохе, предпринятым в 1920-1930 годы. Форма романа-биографии  была использована Тыняновым для реконструкции ряда филологических гипотез, касающихся биографии поэта и генезиса некоторых мотивов его творчества.  
Первая часть романа напечатана под названием «Детство» в № 1, 2, 3, 4  журнала «Литературный современник» за 1935 год. В № 10, 11, 12 того же журнала за 1936 год и в № 1, 2 за 1937 год была опубликована вторая часть, «Лицей». В книжном издании обе первые части впервые появились в 1936 году, в ленинградском отделе издательства «Художественная литература». Третья часть, «Юность», увидела свет в 1943 году (уже после смерти автора) в 7 и 8 номерах журнала «Знамя».

## Ход работы над романом

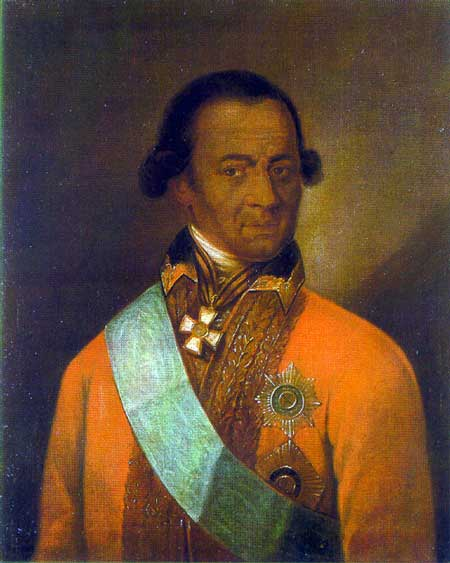
А. П. Ганнибал, один из героев незаконченной повести «Ганнибалы»

Замысел художественного повествования о жизни Пушкина некоторые исследователи относят к концу 1920-х годов, когда был опубликован труд В. В. Вересаева «Пушкин в жизни». Вересаев строго разделял биографию и литературную жизнь Пушкина; в то же время немалая часть биографических деталей в романе Тынянова связана с генезисом будущих пушкинских сюжетов и особенностей стиля. Указания самого автора во многом совпадают с этой точкой зрения. В своей «автобиографии» он писал:  

Моя беллетристика возникла главным образом из недовольства историей литературы, которая скользила по общим местам и неясно представляла людей, течения, развитие русской литературы 
.

Первые наброски к биографическому повествованию о семье Пушкина относятся к 1932 году. Первоначально Тынянов планировал создать отдельное произведение, посвящённое африканским корням поэта, под названием «Ганнибалы». Жизнь предков поэта предполагалось осветить с момента похищения семилетнего А. П. Ганнибала из Абиссинии. При этом ввод самого Пушкина как одного из героев автор не планировал. В частности, он заявлял:

– Глава о нем будет самая короткая. В рамке: А. С. Пушкин и две даты – рождения и смерти.
Написанные введение и первую главу Тынянов счёл творческой неудачей и отказался от первоначального замысла. Тем не менее, в окончательном тексте «Пушкина» он уделил семье Ганнибалов довольно много внимания.
При создании хронологии романа использовался пушкинский план автобиографии, доведённый до 1815 года, известный как «Программа записок». По отдельным свидетельствам, работа над «Пушкиным» сопровождалась у Тынянова крупным творческим кризисом:

Роман был весь у него в голове - капитальнейшая, многотомная книга о Пушкине,  но  вдруг  что-то  застопорилось, и я впервые услышал от Юрия Николаевича такое странное в его устах слово: «Не пишется»; он стал просиживать над иными страницами по две, по три  недели, и браковал их, и вновь переписывал, и вновь браковал.

По мнению М. Л. Гаспарова, «детство монтировалось из мельчайших элементов, которые откликнутся потом во взрослом творчестве поэта; но чем старше становился герой, тем скуднее оставался запас неиспользованного будущего, приходилось убыстрять темп — смерть спасла Тынянова от решения неразрешимой задачи». Любопытно, что невозможность охватить жизнь Пушкина в рамках рассказа, столь же детального, что и первые тома романа, отмечал в своей рецензии ещё В. Ф. Ходасевич. Более оптимистичной была оценка В. Б. Шкловского, полагавшего, что «…работа оборвалась, вероятно, на первой трети».

## Сюжет

### Часть первая. Детство.
Сергей Львович Пушкин, отец поэта, выходит в отставку и селится в Москве. Он и его брат Василий Львович, несмотря на все старания идти в ногу со временем, воспринимаются обществом как реликты 90-х годов XVIII века, эпохи господства сентиментализма. Родня супруги Сергея Львовича, Надежды Осиповны, славится чудаковатостью и готова в любой момент вступить в конфликт с пушкинской частью семьи. Наконец, у Пушкиных рождается сын, которому дают имя в память деда по пушкинской линии. Сергей Львович возлагает большие надежды на «куртаг» после крестин ребёнка. Он приглашает постаревших «сентиментальных» свадебных генералов: француза Монфора и Н. М. Карамзина. Появление Петра Абрамовича Аннибала, дяди Надежды Осиповны, прерывает иронически описанное празднество и заканчивается ссорой между ним и Пушкиными.
Мальчик растёт без должного внимания родителей, старающихся поддержать свой статус в свете. Впрочем, как и родители, он любит гостей и вслушивается в разговоры, ведущиеся по-французски. В кабинете отца он читает французские книги, в том числе сборники анекдотов, произведения Пирона,  вольнодумные сочинения Вольтера. Кроме того, Пушкин знакомится с содержимым тайного шкафа отца, где хранятся списки русских эпиграмм и стихотворений Баркова. Он регулярно появляется в девичьей, слушает перед сном пение девки Татьяны. Привычки сына раздражают Надежду Осиповну, что влечёт за собой разлад между сыном и матерью. После провинности и изгнания  Монфора, воспитывавшего Александра, последнего передают под надзор другого француза-воспитателя: Руссло. Тот осмеивает первые поэтические опыты мальчика, написанные на французском языке, после чего автору остаётся только сжечь их. В двенадцать лет отчуждённость Александра в семье достигает предела. Ради получения им образования Сергей Львович планирует отдать его в иезуитский коллеж, либо в Царскосельский лицей.

### Часть вторая. Лицей.
Василий Львович едет в Петербург вместе с племянником, в результате чего тот узнаёт о споре «архаистов и новаторов» и лично наблюдает за вдохновенным созданием поэмы «Опасный сосед». Его представляют министру Ивану Ивановичу Дмитриеву, давнему стороннику литературного лагеря новаторов-«карамзинистов», который принимает Василья Львовича прохладно. Поступление в лицей рекомендует Александр Иванович Тургенев, сообщив, что иезуитский пансион аббата Николя, вторая альтернатива для Пушкина, закрывается. От Тургенева юный поэт узнаёт о новых стихах Батюшкова. В конце концов Пушкина принимают в лицей за номером 14. В компании лицеистов Пушкин оказывается в стороне от борьбы за первенство. Круг его друзей расширяется постепенно, начиная с Пущина. Знание французского языка и знакомство со стихами Вольтера выделяют его среди товарищей. Даже Горчаков признает, что у него есть вкус. На уроках Пушкин занимается пробами пера. Впрочем, в лицее сочинительством занимаются и другие: Илличевский, Дельвиг, Кюхельбекер. Если Пушкин склонен только к вольтеровски-лёгкому роду поэзии, то будущий «архаист» Кюхля питает талант возвышенными образцами и теориями: трактатами Батте и Лонгина, одами Жана Батиста Руссо.
Директор лицея  Малиновский и профессор права Куницын оказываются соратниками опального Сперанского, верящими в грядущую отмену рабства и прививающими лицеистам свободу. Пушкин вызывает неприязнь инспектора Мартина Пилецкого, который требует у Малиновского исключить того из лицея за безверие и «насмешливые стихи на всех профессоров». Однако покинуть лицей приходится самому Пилецкому. Через Царское Село проходят русские войска, готовясь к кампании против Наполеона. Пушкин сводит знакомство с гусаром Кавериным, другом профессора Куницына. Французские войска вторгаются в Россию, направляясь к обеим столицам. Семья Пушкина бежит из Москвы, мало беспокоясь о судьбе лицеиста. Малиновский тревожится за воспитанников, которые увлечённо следят за военными событиями. После реляции о бородинской победе в лицее устраивают праздник с театральным спектаклем, за который директор получает выговор от министра Разумовского. В годовщину основания лицея, 19 октября, Наполеон покидает Москву. Куницын убеждён, что теперь рабство в России будет отменено. Вскоре Малиновский, над которым прежде собирались тучи, умирает, окружённый заботой лицеистов.
Александр заболевает и попадает в лазарет; в ходе болезни он пишет непристойные поэмы «Монах» и «Тень Баркова». Их он передаёт Горчакову, который его навещает. Тот сжигает «Тень Баркова», а «Монаха» прячет. Александр много говорит о поэзии с Кюхельбекером и посвящает ему стихотворное послание. А. И. Галич, замещающий профессора словесности Кошанского, сообщает Пушкину замысел «Воспоминаний в Царском селе», советуя ему «испытать себя в важном роде» — воспеть в стихах окружающие лицей памятные места.
Дельвиг и Пушкин решаются послать свои стихи в журнал «Вестник Европы». Первым публикуют стихотворение Дельвига, а Пушкин в ожидании ответа находит развлечение в спектаклях крепостного театра графа Толстого, воспевает в стихах актрису Наталью. Наконец послание «К другу стихотворцу» появляется в «Вестнике Европы» под псевдонимом «НКШП». Старшие Пушкины гордятся успехами отпрыска. На экзамене в лицее Александр декламирует «Воспоминания в Царском Селе», и «старик Державин» желает обнять автора, но тот убегает.

### Часть третья. Юность.
Лицей посещает Карамзин, Василий Львович Пушкин и Вяземский, извещающие Александра о том, что он принят в общество «Арзамас» под именем Сверчок. Приезжает к Пушкину и Батюшков. Александр включается в литературную войну с «архаистами», сочиняя эпиграмму на беседчиков.
Е. А. Энгельгардт, назначенный на место Малиновского, стремится потеснить лицейские вольности. Особенно настороженно он относится к Пушкину: под именами Лилы и Лиды поэт воспевает его родственницу Марию Смит. Впрочем, роман с ней продолжается недолго. Выхлопотав разрешение и средства опубликовать «Историю Государства российского», в Царское Село с женой переезжает Карамзин. Пушкин начинает ухаживать за Катериной Андреевной и пишет откровенную любовную записку. Узнав об этом, Карамзин отчитывает влюблённого поэта, а Катерина Андреевна смеётся, доводя Александра до слез. В дальнейшем образу Карамзиной предстоит всю жизнь сопровождать Пушкина в качестве «потаённой» любви. Вскоре её супругу становятся известны эпиграммы, сочинённые на его «Историю» Пушкиным. В спорах о природе власти юный поэт встал на сторону друзей-республиканцев.
Учёба заканчивается на три месяца раньше положенного срока: император тяготится близостью учебного заведения ко дворцу. Лицеисты договариваются каждый год встречаться девятнадцатого октября. В Петербурге Александр увлечён театром и либертенским образом жизни. Между тем крамольные стихи ставят его свободу под угрозу. За Пушкиным приходит квартальный и ведёт его в главное полицейское управление, где тот видит целый шкап, заполненный доносами на него. Высокопоставленные друзья стараются облегчить его участь. Выслушав просьбу Карамзина, император решает отправить Александра на юг, в Екатеринослав. Заступник Пушкина требует от него обещания исправиться в присутствии Катерины Андреевны. «Обещаю… На два года», - отвечает тот.
Пушкин прощается с Петербургом. Он заканчивает работу над новой книгой стихов. Поэма «Руслан и Людмила» в печати. До отъезда он проигрывает в карты рукопись своих стихотворений. В Екатеринославе Пушкин встречается с семьёй генерала Раевского, они вместе едут на Кавказ и в Крым. Думая о Карамзиной, Пушкин пишет на палубе корабля элегию «Погасло дневное светило…».

## Основные персонажи

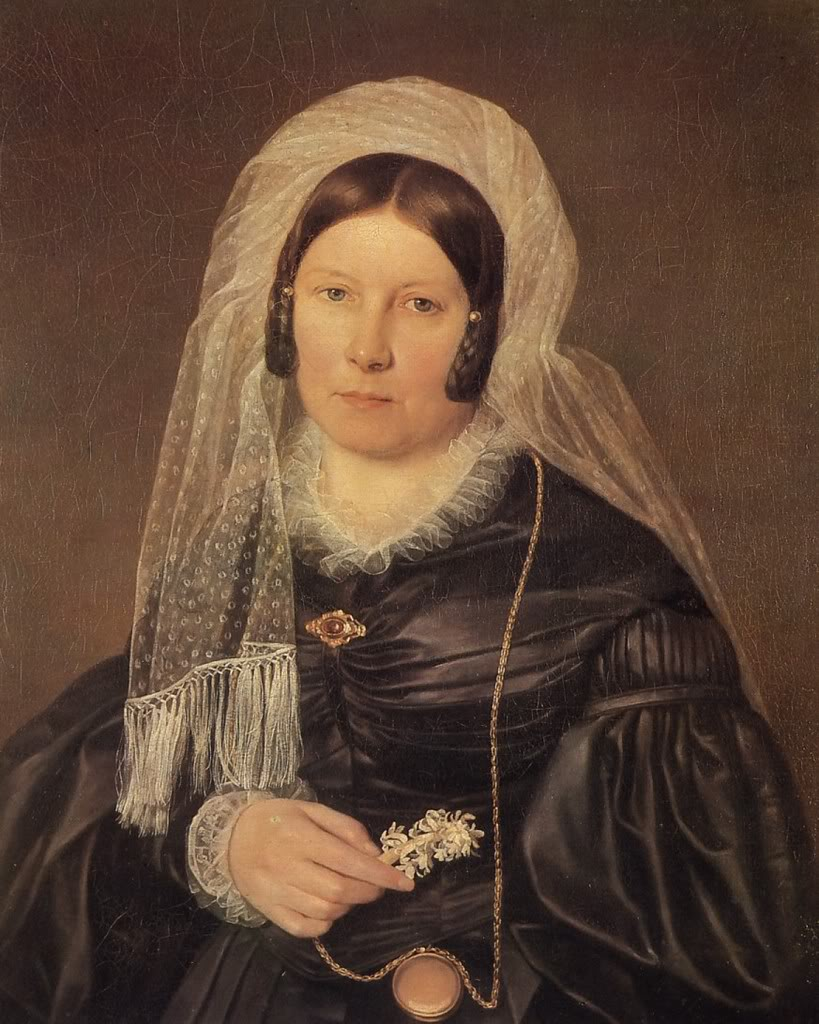
Е. А. Карамзина выступает в романе как «безыменная любовь» Пушкина.

- Пушкин, Александр Сергеевич
- Карамзин, Николай Михайлович
- Карамзина, Екатерина Андреевна
- Пушкин, Сергей Львович
- Пушкин, Василий Львович
- Пушкина, Надежда Осиповна
- Пущин, Иван Иванович
- Кюхельбекер, Вильгельм Карлович
- Дельвиг, Антон Антонович
- Горчаков, Александр Михайлович
- Голицына, Авдотья Ивановна
- Малиновский, Василий Фёдорович
- Сперанский, Михаил Михайлович
- Куницын, Александр Петрович

## Генезис ранних пушкинских произведений по роману Тынянова
Несмотря на то, что 3 законченные части романа являются лишь частью исходно задуманного текста, в определённом смысле они всё же обладают автономностью. «Лицейский период» Тынянов рассматривал как отдельный этап не только в биографии, но и в творческом развитии Пушкина. Если для поздних стихотворений Пушкина, согласно тыняновской концепции, характерна «двупланность», то в стихах лицейского периода поэтическая лексика служит исключительно как обёртка для реальных предметов. Эта гипотеза отражается в романе, где для всех любовных посланий Пушкина, включая те, в которых он пользуется устойчивыми условными именами «Лида» или «Лила», указывается реальная получательница.
Тынянов не рассматривает происхождение всех текстов, но лишь той их части, которую можно назвать ключевой:
- «К другу стихотворцу» — адресовано Кюхельбекеру. Примером Пушкину служила 2 сатира Буало.
- «К Наталье» — адресовано Наталье, актрисе крепостного театра, эпиграф из Шодерло де Лакло бросает вызов её владельцу гр. Толстому.
- Тынянов одним из первых среди пушкинистов уделил внимание генезису стихотворений «Тень Баркова» и «Монах». Знакомство Пушкина с творчеством Вольтера и Ивана Баркова, предвосхитившим «непристойные» тексты поэта, автор отнёс к детским, долицейским годам. Основную роль в формировании поэтики «Тени Баркова» Тынянов возложил на стихотворение В. А. Жуковского «Певец во стане русских воинов», широко известное в 1810-е годы. При этом игнорировалось построение пушкинского сюжета по аналогии с балладой «Громобой». Тем самым включение творческой истории «Тени Баркова» в сюжет романа подразумевало преодоление Пушкиным влияния поэзии Жуковского[9]. Примечательно, что, по Тынянову, оба стихотворения написаны на одре болезни.
- «Воспоминания в Царском Селе» — написано по совету А. И. Галича, преподавателя словесности, «испытать себя в важном роде». От него же Пушкин заранее узнаёт, что стихотворение услышит Державин, тем самым получая возможность подстроиться под вкусы именитого слушателя.
- «Желание» («Медлительно влекутся дни мои…») — о влюблённости Пушкина в Е. А. Карамзину
- «Угрюмых тройка есть певцов…» — написано по аналогии с французским стихотворением «Vit-on jamais rien de si sot / Que Merlin, Basire et Chabot?», о котором Пушкин узнаёт от Горчакова.
- «В его „Истории“ изящность, простота…» — отражено разочарование Пушкина в жизненной философии Карамзина и его ссора с ним вследствие любви к Карамзиной
- Элегия («Счастлив, кто в страсти сам себе…») — осмысление разлуки с Карамзиной
- «Погасло дневное светило…» — отражает реальные биографические обстоятельства на момент южной ссылки, в т. ч. расставание с Карамзиной

## Филологические реконструкции в романе
События жизни Пушкина Тынянов трансформирует в «прототексты» грядущих сочинений и перипетий биографии. Среди будущих тем Пушкина, обозначенных в романе, выделяются древность рода (основной предмет «Моей родословной» и частый лейтмотив в позднем пушкинском творчестве), скупость отца. В последнем случае подтверждается биографический генезис «Скупого рыцаря», причём Тынянов делает очевидный акцент на лексеме «скупой»: см. «Майор был скуп». Цитаты из стихотворений старших предшественников Пушкина напрямую связаны в романе с влиянием их поэзии на его творчество. 
Полное подтверждение находит в романе взгляд на Пушкина как на человека «без детства». Сумма приёмов, употреблённых Тыняновым при конструировании образа старших Пушкиных, в целом сводится к их дискредитации. Особенно отчётливо эта тенденция проявляется в образе Сергея Львовича: по предположению А. С. Немзера, на уровне подтекстов в первой главе он сравнивается с майором Ковалёвым. В частности, акцентируется несоответствие чина С. Пушкина (майор) его реальному званию (капитан-поручик), а образы извозчика и кондитерской, устойчивые в «Носе», вводятся автором в сходном порядке. В то же время склонность младшего Пушкина к быстрым переменам, в том числе и в творчестве, подаётся Тыняновым как фамильная особенность Пушкиных.
Образ Карамзина, важный для Тынянова, конструируется им по аналогии с положением Пушкина в 1830-е годы: выделяется роль историографа и независимого в своём поведении придворного. При этом отдельно педалируется тема ухаживаний императора за женой своего приближённого, как бы предсказывающая отношение Николая I к Н. Пушкиной; на этом фоне супружество Пушкина выступает как замещение «потаённой любви» к Карамзиной.

## Критические отзывы

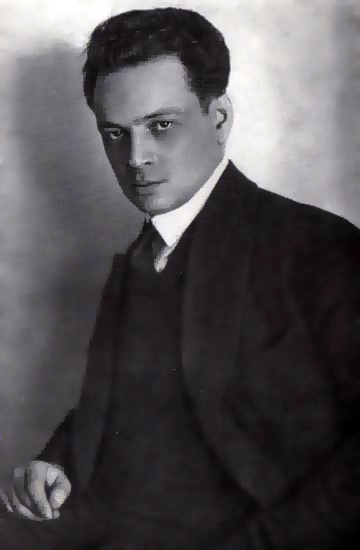
Ю. Н. Тынянов

Публикация в 1935-1937 гг. первых двух частей романа была достаточно тепло встречена советской критикой. В условиях столетнего юбилея со смерти Пушкина Тынянову создавали образ официального советского исторического романиста, работающего на «социальный заказ». С этой тенденцией был связан выход целой серии публикаций о «Пушкине» на страницах «Литературной газеты», включая редакционную заметку «Второй том романа „Пушкин“» и хвалебную рецензию Б. С. Мейлаха. Немногочисленные упрёки книге в такого рода статьях касались нехватки идеологического материала, «пренебрежения его [Пушкина] вольнолюбием, близостью к народу». 
Впрочем, не все высокие оценки были мотивированы исключительно политической обстановкой. К примеру, в благожелательном тоне была выдержана и статья А. Ш. Гурштейна, опубликованная в 1937 году в журнале «Октябрь». В романе критик отметил уход от психологизма («…человеческое чувство, и переживание живописуется не изнутри, не через психологический, а через; внешний рисунок, через рассказ о внешних событиях и происшествиях») и многочисленность аллюзий на литературу пушкинской (и допушкинской) эпохи («…он [роман] весь построен на литературных ассоциациях, на аналогиях и реминисценциях, на более широком литературном контексте»). Попытка Тынянова объяснить генезис ряда будущих мотивов пушкинского творчества через описание событий детства поэта была воспринята как Гурштейном, так и рядом иных критиков-современников. Этой установке рецензенты дали название «метод прообразов».
Среди представителей эмигрантской критики первые пять глав романа высоко оценил Георгий Адамович. В частности, он похвально отозвался о разработке «характеров» в романе: «…Легкомысленный отец поэта, его мать, Василий Львович, няня Арина Родионовна, еще молодая, — все оживают перед нами». Высокое мнение Адамовича о филологических разысканиях Тынянова сказалось на оценке им фактологической стороны «Пушкина»: «…имя его [Тынянова] дает гарантию добросовестности и фактической точности». 
В. Ф. Ходасевич оценил первые главы романа критично, хотя и весьма сдержанно по сравнению с его обычной саркастичностью в отношении формалистов. В повествовании Тынянова он усмотрел установку на полную документальную реконструкцию жизни Пушкина, и потому осудил в книге «беллетристические фантазирования», одновременно указав на ряд неучтённых биографических фактов. В то же время, говоря о насмешках автора над именитыми пушкинскими современниками (Александр, Сперанский), Ходасевич не обошёлся без дежурных обвинений в сотрудничестве с советской властью. 

Вполне понятно, почему Тынянов мажет сплошной чёрной краской всю александровскую Россию: он боится быть обвинённым в сочувствии «феодально-крепостническому строю». Но вот тут-то и приходится пожалеть, что он не марксист. Будь он хотя бы марксистом, это избавило бы его от печальной и довольно противной необходимости изображать сплошными глупцами и ничтожествами людей, которые даже и с марксистской точки зрения не подлежат издевательству, ибо ведь своему феодальному укладу и своему классу они хотели и умели служить деятельно и умело.

## Интересные факты
В архиве С. М. Эйзенштейна сохранилось письмо Тынянову, написанное вскоре после смерти писателя и оставшееся неотправленным. В нём Эйзенштейн сообщал о своём давнем намерении снять цветовой фильм, причём в герои картины он непременно прочил «поэта».

Я искал чего-либо такого, где цвет не был бы раскраской, а внутри-необходимым драматургическим фактором.
 Делать первый цветовой фильм о живописце так же неловко, как было в свое время уж очень просто и наивно делать музыкальные фильмы непременно о композиторах.
 Фильм  же одновременно и музыкальный и  цветовой  надо было, конечно, делать только о поэте.
Колорит Петербурга XIX века («Зеленое сукно игрального стола, желтые свечи ночных приемов Голицыной») и личность Пушкина, какой она рисовалась в свете тыняновской концепции о тайной любви к Карамзиной, подходили режиссёру как нельзя лучше. К созданию нового фильма Эйзенштейн планировал приступить после съёмок х/ф «Иван Грозный». Из-за ранней смерти режиссёра этим планам не суждено было сбыться.